# Thunderbolt (Dreamworld)
Thunderbolt in Dreamworld (Coomera, Queensland, Australien) war eine Stahlachterbahn der Hersteller Meisho Amusement Machines und Okamoto Co., die am 1. Mai 1982 eröffnet wurde. Am 8. August 2003 wurde sie geschlossen und im März 2004 entfernt.
Die 1207 m lange Strecke erreichte eine Höhe von 31 m und besaß zwei jeweils 21 m hohe Loopings und ein Tunnel.

## Züge
Thunderbolt besaß zwei Züge mit jeweils sechs Wagen. In jedem Wagen konnten vier Personen (zwei Reihen à zwei Personen) Platz nehmen. Als Rückhaltesystem kamen Schulterbügel und unverstellbare Schoßbügel zum Einsatz.